# Großer Preis von Katar (Motorrad)

Der Losail International Circuit

Der Große Preis von Katar für Motorräder ist ein Motorrad-Rennen, das seit 2004 ausgetragen wird und seitdem zur Motorrad-Weltmeisterschaft zählt. Er findet auf dem Losail International Circuit nahe Doha statt.
Rekordsieger ist der Spanier Jorge Lorenzo, der das Rennen, in verschiedenen Klassen, insgesamt sechsmal gewinnen konnte.
Der Große Preis von Katar ist eines der wenigen Rennen im Motorrad-WM-Kalender, für das kein Tabak-Werbeverbot gilt.

## Geschichte

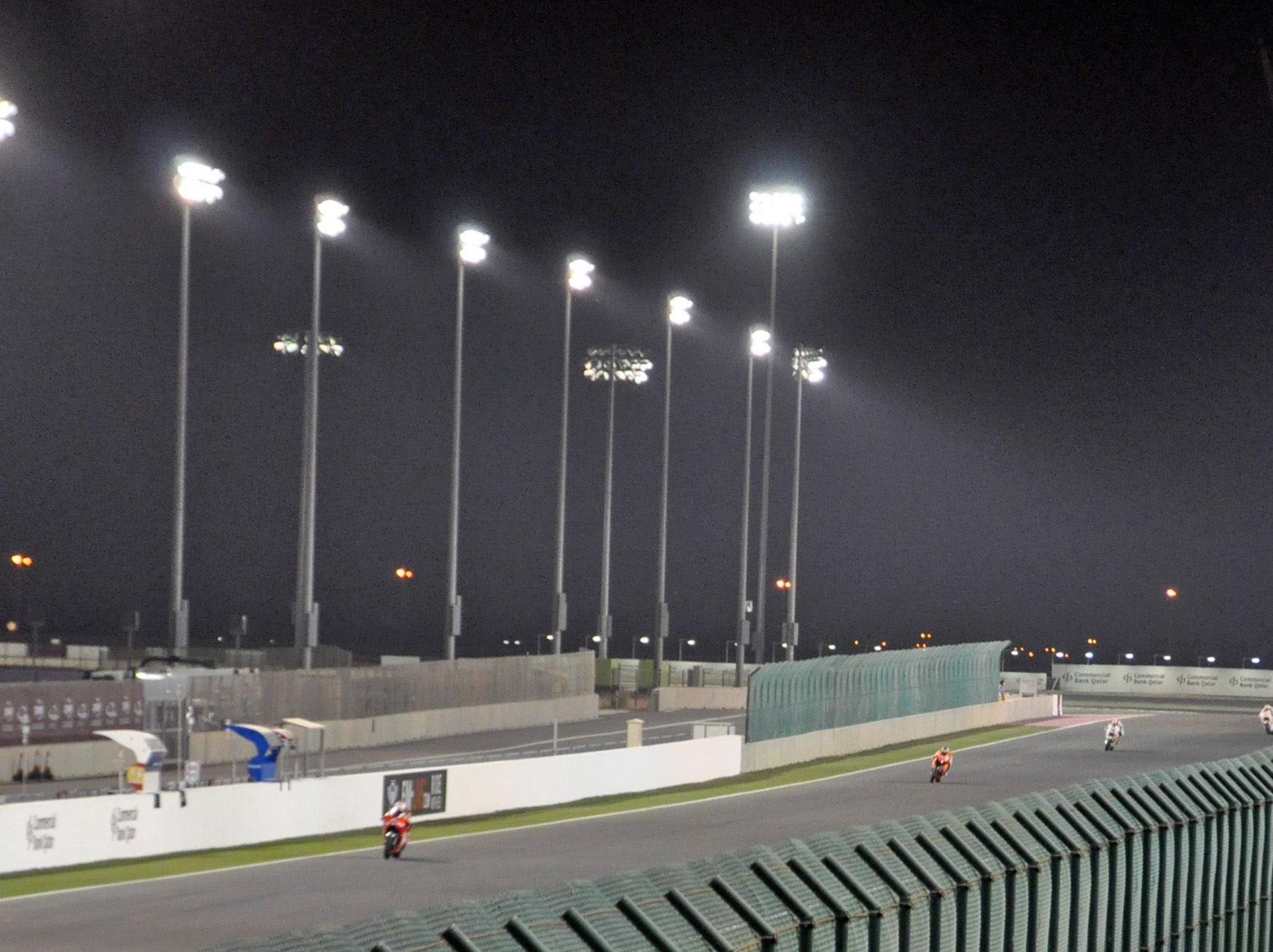
Nachtrennen 2010

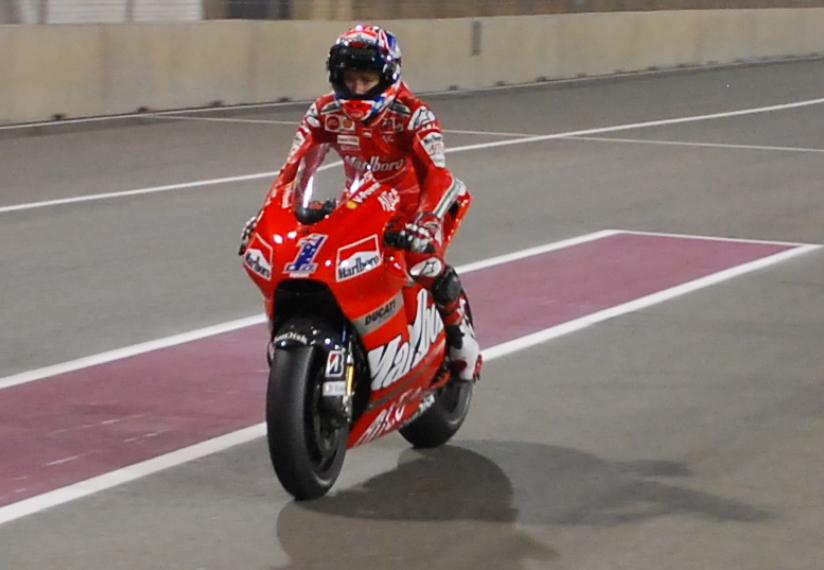
Casey Stoner auf Ducati beim Nachtrennen 2008

In der Saison 2008 wurde der Große Preis von Katar in den Abendstunden unter Flutlicht ausgetragen, die Veranstaltung war somit das erste Nachtrennen in der Geschichte der Motorrad-WM.
Die Austragung in den Abendstunden erwies sich in der Saison 2009 als großer Nachteil. Da durch die künstliche Ausleuchtung bei nassen Pistenverhältnissen gefährliche Lichtreflexionen entstanden, wurde von vornherein eine Austragung der Läufe bei Regen ausgeschlossen. Das Rennen der 125-cm³-Klasse musste wegen einsetzendem Regen bereits nach vier Runden abgebrochen werden, wurde nicht mehr neu gestartet und mit halbierter Punktezahl gewertet. Das 250-cm³-Rennen wurde von 20 vorgesehenen auf 13 Runden verkürzt, während das für Mitternacht (Lokalzeit) geplante MotoGP-Rennen wegen starken Regens und Sturms gar nicht erst gestartet werden konnte und um einen Tag auf den folgenden Montag verschoben wurde.
Im Jahr 2010 fand beim Großen Preis von Katar der erste Moto2-Lauf in der Geschichte der Motorrad-WM statt. Diese Klasse hatte die seit 1949 ausgetragene 250-cm³-Hubraumkategorie mit Beginn der Saison abgelöst. Erste Sieger der neuen Klasse wurde der Japaner Shōya Tomizawa auf Suter vor Alex Debón aus Spanien (FTR) und dem Franzosen Jules Cluzel (ebenfalls Suter).
Am 8. April 2012 wurde der erste Moto3-Lauf in der Geschichte der Motorrad-WM ausgetragen. Diese hatte die seit 1949 ausgetragene 125-cm³-Klasse ersetzt. Es siegte der Spanier Maverick Viñales vor dem 16-jährigen italienischen Debütanten Romano Fenati (beide FTR-Honda) und dem Deutschen Sandro Cortese (KTM).

## Statistik
| Auflage | Jahr | Strecke | Klasse  | Sieger                                   | Zweiter                                  | Dritter                                  | Pole-Position                            | Schn. Rennrunde                          |
| ------- | ---- | ------- | ------- | ---------------------------------------- | ---------------------------------------- | ---------------------------------------- | ---------------------------------------- | ---------------------------------------- |
| 1       | 2004 | Losail  | 125 cm³ | Jorge Lorenzo (Derbi)                    | Andrea Dovizioso (Honda)                 | Álvaro Bautista (Aprilia)                | Jorge Lorenzo (Derbi)                    | Jorge Lorenzo (Derbi)                    |
| 1       | 2004 | Losail  | 250 cm³ | Sebastián Porto (Aprilia)                | Dani Pedrosa (Honda)                     | Hiroshi Aoyama (Honda)                   | Sebastián Porto (Honda)                  | Alex De Angelis (Aprilia)                |
| 1       | 2004 | Losail  | MotoGP  | Sete Gibernau (Honda)                    | Colin Edwards (Honda)                    | Rubén Xaus (Ducati)                      | Carlos Checa (Yamaha)                    | Colin Edwards (Honda)                    |
|         |      |         |         |                                          |                                          |                                          |                                          |                                          |
| 2       | 2005 | Losail  | 125 cm³ | Gábor Talmácsi (KTM)                     | Mika Kallio (KTM)                        | Marco Simoncelli (Aprilia)               | Mika Kallio (KTM)                        | Marco Simoncelli (Aprilia)               |
| 2       | 2005 | Losail  | 250 cm³ | Casey Stoner (Aprilia)                   | Jorge Lorenzo (Honda)                    | Andrea Dovizioso (Honda)                 | Jorge Lorenzo (Honda)                    | Dani Pedrosa (Honda)                     |
| 2       | 2005 | Losail  | MotoGP  | Valentino Rossi (Yamaha)                 | Marco Melandri (Honda)                   | Nicky Hayden (Honda)                     | Loris Capirossi (Ducati)                 | Nicky Hayden (Honda)                     |
|         |      |         |         |                                          |                                          |                                          |                                          |                                          |
| 3       | 2006 | Losail  | 125 cm³ | Álvaro Bautista (Aprilia)                | Mika Kallio (KTM)                        | Sergio Gadea (Aprilia)                   | Álvaro Bautista (Aprilia)                | Álvaro Bautista (Aprilia)                |
| 3       | 2006 | Losail  | 250 cm³ | Jorge Lorenzo (Aprilia)                  | Andrea Dovizioso (Honda)                 | Roberto Locatelli (Aprilia)              | Jorge Lorenzo (Aprilia)                  | Andrea Dovizioso (Honda)                 |
| 3       | 2006 | Losail  | MotoGP  | Valentino Rossi (Yamaha)                 | Nicky Hayden (Honda)                     | Loris Capirossi (Ducati)                 | Casey Stoner (Honda)                     | Valentino Rossi (Yamaha)                 |
|         |      |         |         |                                          |                                          |                                          |                                          |                                          |
| 4       | 2007 | Losail  | 125 cm³ | Héctor Faubel (Aprilia)                  | Gábor Talmácsi (Aprilia)                 | Lukáš Pešek (Derbi)                      | Gábor Talmácsi (Aprilia)                 | Gábor Talmácsi (Aprilia)                 |
| 4       | 2007 | Losail  | 250 cm³ | Jorge Lorenzo (Aprilia)                  | Alex De Angelis (Aprilia)                | Héctor Barberá (Aprilia)                 | Jorge Lorenzo (Aprilia)                  | Alex De Angelis (Aprilia)                |
| 4       | 2007 | Losail  | MotoGP  | Casey Stoner (Ducati)                    | Valentino Rossi (Yamaha)                 | Dani Pedrosa (Honda)                     | Valentino Rossi (Yamaha)                 | Casey Stoner (Ducati)                    |
|         |      |         |         |                                          |                                          |                                          |                                          |                                          |
| 5       | 2008 | Losail  | 125 cm³ | Sergio Gadea (Aprilia)                   | Joan Olivé (Derbi)                       | Stefan Bradl (Aprilia)                   | Bradley Smith (Aprilia)                  | Scott Redding (Aprilia)                  |
| 5       | 2008 | Losail  | 250 cm³ | Mattia Pasini (Aprilia)                  | Héctor Barberá (Aprilia)                 | Mika Kallio (KTM)                        | Alex Debón (Aprilia)                     | Alex Debón (Aprilia)                     |
| 5       | 2008 | Losail  | MotoGP  | Casey Stoner (Ducati)                    | Jorge Lorenzo (Yamaha)                   | Dani Pedrosa (Honda)                     | Jorge Lorenzo (Yamaha)                   | Casey Stoner (Ducati)                    |
|         |      |         |         |                                          |                                          |                                          |                                          |                                          |
| 6       | 2009 | Losail  | 125 cm³ | Andrea Iannone (Aprilia)                 | Julián Simón (Aprilia)                   | Sandro Cortese (Derbi)                   | Julián Simón (Aprilia)                   | Julián Simón (Aprilia)                   |
| 6       | 2009 | Losail  | 250 cm³ | Héctor Barberá (Aprilia)                 | Jules Cluzel (Aprilia)                   | Mike Di Meglio (Aprilia)                 | Álvaro Bautista (Aprilia)                | Hiroshi Aoyama (Honda)                   |
| 6       | 2009 | Losail  | MotoGP  | Casey Stoner (Ducati)                    | Valentino Rossi (Yamaha)                 | Jorge Lorenzo (Yamaha)                   | Casey Stoner (Ducati)                    | Casey Stoner (Ducati)                    |
|         |      |         |         |                                          |                                          |                                          |                                          |                                          |
| 7       | 2010 | Losail  | 125 cm³ | Nicolás Terol (Aprilia)                  | Efrén Vázquez (Derbi)                    | Marc Márquez (Derbi)                     | Marc Márquez (Derbi)                     | Nicolás Terol (Aprilia)                  |
| 7       | 2010 | Losail  | Moto2   | Shōya Tomizawa (Suter)                   | Alex Debón (FTR)                         | Jules Cluzel (Suter)                     | Toni Elías (Moriwaki)                    | Thomas Lüthi (Moriwaki)                  |
| 7       | 2010 | Losail  | MotoGP  | Valentino Rossi (Yamaha)                 | Jorge Lorenzo (Yamaha)                   | Andrea Dovizioso (Honda)                 | Casey Stoner (Ducati)                    | Casey Stoner (Ducati)                    |
|         |      |         |         |                                          |                                          |                                          |                                          |                                          |
| 8       | 2011 | Losail  | 125 cm³ | Nicolás Terol (Aprilia)                  | Sandro Cortese (Aprilia)                 | Sergio Gadea (Aprilia)                   | Nicolás Terol (Aprilia)                  | Nicolás Terol (Aprilia)                  |
| 8       | 2011 | Losail  | Moto2   | Stefan Bradl (Kalex)                     | Andrea Iannone (Suter)                   | Thomas Lüthi (Suter)                     | Stefan Bradl (Kalex)                     | Alex De Angelis (Motobi)                 |
| 8       | 2011 | Losail  | MotoGP  | Casey Stoner (Honda)                     | Jorge Lorenzo (Yamaha)                   | Dani Pedrosa (Honda)                     | Casey Stoner (Honda)                     | Casey Stoner (Honda)                     |
|         |      |         |         |                                          |                                          |                                          |                                          |                                          |
| 9       | 2012 | Losail  | Moto3   | Maverick Viñales (FTR-Honda)             | Romano Fenati (FTR-Honda)                | Sandro Cortese (KTM)                     | Sandro Cortese (KTM)                     | Maverick Viñales (FTR-Honda)             |
| 9       | 2012 | Losail  | Moto2   | Marc Márquez (Suter)                     | Andrea Iannone (Speed Up)                | Pol Espargaró (Kalex)                    | Thomas Lüthi (Suter)                     | Marc Márquez (Suter)                     |
| 9       | 2012 | Losail  | MotoGP  | Jorge Lorenzo (Yamaha)                   | Dani Pedrosa (Honda)                     | Casey Stoner (Honda)                     | Jorge Lorenzo (Yamaha)                   | Casey Stoner (Honda)                     |
|         |      |         |         |                                          |                                          |                                          |                                          |                                          |
| 10      | 2013 | Losail  | Moto3   | Luis Salom (KTM)                         | Maverick Viñales (KTM)                   | Álex Rins (KTM)                          | Luis Salom (KTM)                         | Jonas Folger (Kalex-KTM)                 |
| 10      | 2013 | Losail  | Moto2   | Pol Espargaró (Pons-Kalex)               | Scott Redding (Kalex)                    | Takaaki Nakagami (Kalex)                 | Pol Espargaró (Pons-Kalex)               | Pol Espargaró (Pons-Kalex)               |
| 10      | 2013 | Losail  | MotoGP  | Jorge Lorenzo (Yamaha)                   | Valentino Rossi (Yamaha)                 | Marc Márquez (Honda)                     | Jorge Lorenzo (Yamaha)                   | Marc Márquez (Honda)                     |
|         |      |         |         |                                          |                                          |                                          |                                          |                                          |
| 11      | 2014 | Losail  | Moto3   | Jack Miller (KTM)                        | Álex Márquez (Honda)                     | Efrén Vázquez (Honda)                    | Álex Rins (Honda)                        | Alexis Masbou (Honda)                    |
| 11      | 2014 | Losail  | Moto2   | Esteve Rabat (Kalex)                     | Mika Kallio (Kalex)                      | Thomas Lüthi (Suter)                     | Esteve Rabat (Kalex)                     | Maverick Viñales (Kalex)                 |
| 11      | 2014 | Losail  | MotoGP  | Marc Márquez (Honda)                     | Valentino Rossi (Yamaha)                 | Dani Pedrosa (Honda)                     | Marc Márquez (Honda)                     | Álvaro Bautista (Honda)                  |
|         |      |         |         |                                          |                                          |                                          |                                          |                                          |
| 12      | 2015 | Losail  | Moto3   | Alexis Masbou (Honda)                    | Enea Bastianini (Honda)                  | Danny Kent (Honda)                       | Alexis Masbou (Honda)                    | Enea Bastianini (Honda)                  |
| 12      | 2015 | Losail  | Moto2   | Jonas Folger (Kalex)                     | Xavier Siméon (Kalex)                    | Thomas Lüthi (Kalex)                     | Sam Lowes (Speed Up)                     | Johann Zarco (Kalex)                     |
| 12      | 2015 | Losail  | MotoGP  | Valentino Rossi (Yamaha)                 | Andrea Dovizioso (Ducati)                | Andrea Iannone (Ducati)                  | Andrea Dovizioso (Ducati)                | Valentino Rossi (Yamaha)                 |
|         |      |         |         |                                          |                                          |                                          |                                          |                                          |
| 13      | 2016 | Losail  | Moto3   | Niccolò Antonelli (Honda)                | Brad Binder (KTM)                        | Francesco Bagnaia (Mahindra)             | Romano Fenati (KTM)                      | Livio Loi (Honda)                        |
| 13      | 2016 | Losail  | Moto2   | Thomas Lüthi (Kalex)                     | Luis Salom (Kalex)                       | Simone Corsi (Speed Up)                  | Jonas Folger (Kalex)                     | Sam Lowes (Kalex)                        |
| 13      | 2016 | Losail  | MotoGP  | Jorge Lorenzo (Yamaha)                   | Andrea Dovizioso (Ducati)                | Marc Márquez (Honda)                     | Jorge Lorenzo (Yamaha)                   | Jorge Lorenzo (Yamaha)                   |
|         |      |         |         |                                          |                                          |                                          |                                          |                                          |
| 14      | 2017 | Losail  | Moto3   | Joan Mir (Honda)                         | John McPhee (Honda)                      | Jorge Martín (Honda)                     | Jorge Martín (Honda)                     | Fabio Di Giannantonio (Honda)            |
| 14      | 2017 | Losail  | Moto2   | Franco Morbidelli (Kalex)                | Thomas Lüthi (Kalex)                     | Takaaki Nakagami (Kalex)                 | Franco Morbidelli (Kalex)                | Franco Morbidelli (Kalex)                |
| 14      | 2017 | Losail  | MotoGP  | Maverick Viñales (Yamaha)                | Andrea Dovizioso (Ducati)                | Valentino Rossi (Yamaha)                 | Maverick Viñales (Yamaha)                | Johann Zarco (Yamaha)                    |
|         |      |         |         |                                          |                                          |                                          |                                          |                                          |
| 14      | 2018 | Losail  | Moto3   | Jorge Martín (Honda)                     | Arón Canet (Honda)                       | Lorenzo Dalla Porta (Honda)              | Niccolò Antonelli (Honda)                | Arón Canet (Honda)                       |
| 14      | 2018 | Losail  | Moto2   | Francesco Bagnaia (Kalex)                | Lorenzo Baldassarri (Kalex)              | Álex Márquez (Kalex)                     | Álex Márquez (Kalex)                     | Lorenzo Baldassarri (Kalex)              |
| 14      | 2018 | Losail  | MotoGP  | Andrea Dovizioso (Ducati)                | Marc Márquez (Honda)                     | Valentino Rossi (Yamaha)                 | Andrea Dovizioso (Ducati)                | Johann Zarco (Yamaha)                    |
|         |      |         |         |                                          |                                          |                                          |                                          |                                          |
| 15      | 2019 | Losail  | Moto3   | Kaito Toba (Honda)                       | Lorenzo Dalla Porta (Honda)              | Arón Canet (KTM)                         | Arón Canet (Honda)                       | Romano Fenati (Honda)                    |
| 15      | 2019 | Losail  | Moto2   | Lorenzo Baldassarri (Kalex)              | Thomas Lüthi (Kalex)                     | Marcel Schrötter (Kalex)                 | Marcel Schrötter (Kalex)                 | Thomas Lüthi (Kalex)                     |
| 15      | 2019 | Losail  | MotoGP  | Andrea Dovizioso (Ducati)                | Marc Márquez (Honda)                     | Cal Crutchlow (Honda)                    | Maverick Viñales (Yamaha)                | Fabio Quartararo (Yamaha)                |
|         |      |         |         |                                          |                                          |                                          |                                          |                                          |
| 16      | 2020 | Losail  | Moto3   | Albert Arenas (KTM)                      | John McPhee (Honda)                      | Ai Ogura (Honda)                         | Tatsuki Suzuki (Honda)                   | Ai Ogura (Honda)                         |
| 16      | 2020 | Losail  | Moto2   | Tetsuta Nagashima (Kalex)                | Lorenzo Baldassarri (Kalex)              | Enea Bastianini (Kalex)                  | Joe Roberts (Kalex)                      | Tetsuta Nagashima (Kalex)                |
| 16      | 2020 | Losail  | MotoGP  | Abgesagt aufgrund der COVID-19-Pandemie. | Abgesagt aufgrund der COVID-19-Pandemie. | Abgesagt aufgrund der COVID-19-Pandemie. | Abgesagt aufgrund der COVID-19-Pandemie. | Abgesagt aufgrund der COVID-19-Pandemie. |
|         |      |         |         |                                          |                                          |                                          |                                          |                                          |
| 17      | 2021 | Losail  | Moto3   | Jaume Masiá (KTM)                        | Pedro Acosta (KTM)                       | Darryn Binder (Honda)                    | Darryn Binder (Honda)                    | Xavier Artigas (Honda)                   |
| 17      | 2021 | Losail  | Moto2   | Sam Lowes (Kalex)                        | Remy Gardner (Kalex)                     | Fabio Di Giannantonio (Kalex)            | Sam Lowes (Kalex)                        | Remy Gardner (Kalex)                     |
| 17      | 2021 | Losail  | MotoGP  | Maverick Viñales (Yamaha)                | Johann Zarco (Ducati)                    | Francesco Bagnaia (Ducati)               | Francesco Bagnaia (Ducati)               | Maverick Viñales (Yamaha)                |
|         |      |         |         |                                          |                                          |                                          |                                          |                                          |
| 18      | 2022 | Losail  | Moto3   | Andrea Migno (Honda)                     | Sergio García (GasGas)                   | Kaito Toba (KTM)                         | Dennis Foggia (Honda)                    | Izan Guevara (GasGas)                    |
| 18      | 2022 | Losail  | Moto2   | Celestino Vietti (Kalex)                 | Arón Canet (Kalex)                       | Sam Lowes (Kalex)                        | Celestino Vietti (Kalex)                 | Celestino Vietti (Kalex)                 |
| 18      | 2022 | Losail  | MotoGP  | Enea Bastianini (Ducati)                 | Brad Binder (KTM)                        | Pol Espargaró (Honda)                    | Jorge Martín (Ducati)                    | Enea Bastianini (Ducati)                 |
|         |      |         |         |                                          |                                          |                                          |                                          |                                          |
| 19      | 2023 | Losail  | Moto3   | Jaume Masiá (Honda)                      | David Alonso (GasGas)                    | Deniz Öncü (KTM)                         | Daniel Holgado (KTM)                     | Ayumu Sasaki (Husqvarna)                 |
| 19      | 2023 | Losail  | Moto2   | Fermín Aldeguer (Boscoscuro)             | Manuel González (Kalex)                  | Arón Canet (Kalex)                       | Joe Roberts (Kalex)                      | Sam Lowes (Kalex)                        |
| 19      | 2023 | Losail  | MotoGP  | Fabio Di Giannantonio (Ducati)           | Francesco Bagnaia (Ducati)               | Luca Marini (Ducati)                     | Luca Marini (Ducati)                     | Enea Bastianini (Ducati)                 |
|         |      |         |         |                                          |                                          |                                          |                                          |                                          |
| 20      | 2024 | Losail  | Moto3   | David Alonso (CFMoto)                    | Daniel Holgado (GasGas)                  | Taiyo Furusato (Honda)                   | Daniel Holgado (GasGas)                  | Tatsuki Suzuki (Husqvarna)               |
| 20      | 2024 | Losail  | Moto2   | Alonso López (Boscoscuro)                | Barry Baltus (Kalex)                     | Sergio García (Boscoscuro)               | Arón Canet (Kalex)                       | Arón Canet (Kalex)                       |
| 20      | 2024 | Losail  | MotoGP  | Francesco Bagnaia (Ducati)               | Brad Binder (KTM)                        | Jorge Martín (Ducati)                    | Jorge Martín (Ducati)                    | Pedro Acosta (KTM)                       |

Rekordsieger Fahrer: Jorge Lorenzo (6)

## Verweise